# الپاین (نیوجرسی)
الپاین (به انگلیسی: Alpine) شهری در ایالت نیوجرسی کشور ایالات متحده آمریکا است که جمعیت آن در سرشماری سال ۲۰۱۰ میلادی، ۱٬۸۴۹ نفر بوده‌است.